# Istrijská župa
Istrijská župa (chorvatsky Istarska županija, italsky Regione istriana) je nejzápadnější chorvatská župa. Zabírá většinu území Istrijského poloostrova, podle něhož je také pojmenována. Hlavním městem je Pazin, avšak největším městem je Pula. V dobách habsburské monarchie tvořilo území moderní župy hlavní součást korunní země Markrabství Istrie. Celá východní hranice moderní župy je identická s východní hranicí bývalé italské provincie Puly (Provincie di Pola), jež zde existovala po zániku Rakouska-Uherska do roku 1947, avšak moderní župa je výrazně menší, než tato bývalá italská provincie, jelikož nejsevernější část provincie, zahrnující slovinské obce Koper, Piran a Izola se stala po druhé světové válce součástí Slovinska, zatímco jižněji položené ostrovy, které také byly součástí provincie, byly v rámci moderního Chorvatska začleněny do Přímořsko-gorskokotarské župy.

## Charakter župy
Území Istrijské župy je ohraničeno ze dvou světových stran Jaderským mořem, na severu hraničí se Slovinskem a na východě s Přímořsko-gorskokotarskou župou. Vnitrozemí je mírně kopcovité, okolí pobřeží je ale rovinné. Nejvyšší kopce na celé Istrii vůbec je pohoří Ćićarija, na východní hranici župy. K Istrijské župě patří též souostroví Brijuni, jinak k ní nepatří žádné větší ostrovy. Silniční síť je poměrně dobrá, prochází zde dálniční síť (Istrijský ypsilon), dokončena je dálnice do Puly. Hlavní železniční trať spojuje Pulu s Pazinem a pokračuje dále do Slovinska. Istrie tak není s železnicí Chorvatského vnitrozemí dosud propojená.

## Města
- Pazin (hlavní)
- Pula (největší)
- Labin
- Poreč
- Buje
- Umag
- Vodnjan